# Yohanan Elihai
Yohanan Elihai (în ebraică:יוחנן אליחי, numele la naștere: Jean Leroy, n. 18 aprilie 1926, Corbeil-Essonnes, Seine-et-Oise, Franța – d. 4 iulie 2020, Ierusalim, Israel) a fost un orientalist, lingvist semitolog, lexicograf și pedagog israelian, de origine franceză. Elihai s-a specializat în limba ebraică și mai ales, în cercetarea graiului arab levantin sau palestinian vorbit, fiind autorul mai multor dicționare ale acestuia. El a fost călugăr romano-catolic, din micul ordin Micii frați ai lui Isus, unul din primii reprezentanți ai vicariatului romano-catolic Sfântul Iacob cel Drept (Saint James) al creștinilor catolici vorbitori de ebraică în Israel și a fost cel dintâi care în anul 1956 a oficiat liturghia creștină în ebraică în Israelul modern. A adus o contribuție la traducerea liturghiei latine în ebraică și la crearea patrimoniului muzical catolic în ebraică. 

## Biografie
Elihai s-a născut in 1926 la Corbeil-Essonnes lângă Paris, în departamentul Seine-et-Oise sub numele Jean Leroi, într-o familie catolică franceză. În 1946 a plecat în Liban ca lector de franceză, în cadrul serviciului național (în locul celui militar) și s-a familiarizat cu limba arabă. 
În 1947 s-a întors în Franța și a studiat la Centrul de studii creștine al Ordinului dominican. La terminarea studiilor 
a devenit călugăr și a aderat la Ordinul Fraților Minori ai lui Isus, întemeiat în 1933 pe fondul moștenirii spirituale a sfântului Charles de Foucauld. În 1956 a plecat în Israel, s-a stabilit la Ramat Gan, unde a lucrat in domeniul ceramicii. Apoi s-a mutat la Jaffa. În 1960 a obținut cetățenia israeliană și și-a ebraizat numele în Yohanan Elihai (Yohanan corespunzând lui Ioan sau Jean în ebraică, iar Elihai însemnând „Dumnezeul meu trăiește”).
În 1965-1967 Elihai a locuit în satul arab Tarshiha din Galileea. În 1965-1989 în cadrul unei ample cercetări lingvistice, a înregistrat multe ore din vorbirea locuitorilor satului și ai regiunii, care i-au servit la stăpânirea sistematică a limbii arabilor palestinieni și ca material pentru manualele și dicționarele graiului arab palestinian pe care le-a scris ulterior. În 1967  el a început publicarea într-o editură personală a unor manuale de limba arabă vorbită, destinate vorbitorilor de franceză. În 1973 a finalizat redactarea unui dicționar francez-arab pentru araba palestiniană vorbită. În 1968-1981 a domiciliat în orașul Afula. În acea perioadă Elihai a scris Dicționarul ebraic-arab al limbii arabe vorbite care a fost publicat în 1977. În 1980 a publicat versiunea engleză a manualelor sale de arabă din 1967. În 1982-1985 a lucrat la o tipografie din Haifa, iar din 1986 s-a stabilit la Ierusalim, unde a lucrat la Editura Keset.
În anii 1986-2001 Elihai a publicat manuale de limba arabă vorbită, de limba ebraică, dicționarul arab-ebraic al limbii vorbite si a colaborat la alte dicționare și cărți de nonficțiune. Începând din 1999 s-a dedicat compunerii Dicționarului arab-englez al arabei palestiniene vorbite care a fost publicat in 2004 sub numele Olive Tree Dictionary. În 2005-2011 s-a ocupat de publicarea unor versiuni suplimentare ale manualelor sale de arabă  și a contribuit la publicarea unui ghid de conversație ebraic-arab pentru medici și personal sanitar. De asemenea a publicat versiuni actualizate în engleză, franceză și ebraică ale  manualelor sale de arabă vorbită.
Elihai a murit la 94 ani la Ierusalim în iulie 2020 și a fost înmormântat în curtea Bisericii Vizitei din cartierul Eyn Karem din Ierusalim.

### Citat
„“I am a Christian, 100 percent Israeli, who loves the Palestinians" “I wish for our well-being, but for theirs, too.””

## Omagiu
- 2008 - Doctor honoris causa al Universității din Haifa
- 2018 - Premiul Fondului Golda Meir pentru întreaga sa activitate
- 2019 - Premiul Igal Allon
- 2019 - Premiul Avraham Sharoni

## Cărți
- Dictionnaire de l'arabe parlé palestinien: francais-arabe Klincksieck, Paris 1974
- Lessons in Spoken Arabic: self publishing, 1980

מילון עברי-ערבי לשפה המדוברת, הוצאת ינץ, 1977.Milon ivrí-araví lasafá hameduberet,. Editura Yenetz
- Vivre en hébreu - curs de verbe ebraice, conținând 490 verbe și 4000 propoziții din viața cotidiană  - în franceză, editura Keset (1993),Editura MInerva (2008)
- Living Hebrew  - 490 verbe ebraice și 4000 propoziții din viața cotidiană - în engleză, Editura Minerva, Ierusalim
- Жить на иврите  - versiunea rusă - 1991
- Milon aravi-ivri lasafa hameduberet, Editura Keset și a Ministerului Apărării
- The Olive Tree Dictionary - A Transliterated Dictionary of Conversational Eastern Arabic, Minerva Publishing house, Jerusalem 2004, second edition 2006 - conține 8.000 cuvinte și 17.000 propoziții în dialectul vorbit arab de est, graiul arab palestinian
- Speaking Arabic - A Course in Conversational Eastern Arabic, Minerva Publishing house, Jerusalem 2011
- Parlons l'arabe - Cours d'arabe parle oriental, Minerva Publishing house, Jerusalem 2011
- Milon kis ivri-aravi lasafa hameduberet, Minerva

(Dicționar de buzunar ebraic-arab al limbii vorbite)
- 2012, 2017 - Milon aravi-ivri lasafa ahameduberet , ediție nouă lărgită, Editura Minerva,

(Dicționar arab-ebraic al limbii vorbite) 
- A transliterated English-Arabic Pocket Dictionary of Conversational Eastern Arabic, Minerva publishing House, 2018